# روبرتو ریزو
روبرتو ریزو (انگلیسی: Roberto Rizzo؛ زادهٔ ۲۰ اکتبر ۱۹۶۱) بازیکن فوتبال اهل ایتالیا است.
از باشگاه‌هایی که در آن بازی کرده‌است می‌توان به باشگاه فوتبال پروجا، باشگاه فوتبال فیورنتینا، باشگاه فوتبال کوزنتسا کالچو، باشگاه فوتبال لچه، و باشگاه فوتبال سالرنیتانا اشاره کرد.